# Внутрішній конфлікт у Боспорському царстві (311 – 310)
Внутрішній конфлікт у Боспорському царстві (311 – 310) – боротьба за престол синів Перісада I, котра точилась у 311 – 310 роках до н.е.

Мапа Боспорського царства. На схід від Азовського моря позначена територія сіраків

Після смерті Перісада боспорським царем став його старший син Сатир. Його брат Евмел вирішив висунути претензії на престол, для чого отримав підтримку зі сторони сіраків (сарматське плем’я, котре проживало на схід від Меотиди). Сатир, маючи невелику кількість грецьких найманців та фракійців, залучив на свою сторону багаторазово більші сили скіфів та виступив у похід проти брата.
В битві на річці Фат (наразі точно не ідентифікований потік) військо Сатира завдало поразки сіракам, після чого взяло у облогу столицю останніх (Діодор, завдяки якому до нас дійшли відомості про цю династичну боротьбу на Боспорі, не наводить назви даного населеного пункту). Під час штурму Сатир отримав важке поранення та невдовзі помер. Начальник грецьких найманців Меніск перебрав на себе командування царським військом і відвів його до міста Гаргаза, розташування якого наразі так само не ідентифіковане. З тексту Діодора відомо, що воно стояло на великій річці, по якій тіло загиблого царя відіслали для поховання до столичного Пантікапею.
Після Сатира владу перебрав ще один син Перісада І – Прітан. Влаштувавши для свого попередника урочисте поховання, він вирушив до Гаргази та прийняв командування над військом. Втім, Прітан ані розпочав нової кампанії проти Евмела, ані прийняв пропозиції останнього розділити владу. Натомість, залишивши у Гаргазі залогу, він повернувся до столиці. Тоді Евмел відновив бойові дії та за підтримки союзних йому племен захопив кілька міст із Гарагазою включно. Коли ж Прітан нарешті виступив проти брата, його військо зазнало поразки та виявилось заблоковане на якомусь вузькому перешийку на узбережжі Меотиди. Це примусило царя прийняти умови переможця, за якими він мав передати свої військо та відмовитись від престолу на користь Евмела. Втім, повернувшись до Пантікапею Прітан спробував утримати владу, проте зазнав у цьому невдачі, покинув столицю і був вбитий під час втечі. 
Для укріплення своєї влади Евмел наказав перебити друзів, дружин та дітей Сатира і Притана. Втекти вдалось лише сину Сатира Перісаду, котрий знайшов притулок у царя скіфів Агара (з інших джерел невідомий, але Аппіан згадує про скіфське плем’я агарів). Оскільки ця різанина викликала засудження серед підданих, Евмел задля здобуття прихильності пантікапейців надав їм різноманітні блага, зокрема, підтвердив привілеї зі сплати податків, котрими містяни користувались при його предках. 